# Cyrtodactylus quadrivirgatus
Cyrtodactylus quadrivirgatus este o specie de șopârle din genul Cyrtodactylus, familia Gekkonidae, ordinul Squamata, descrisă de William Randolph Taylor în anul 1962. Conform Catalogue of Life specia Cyrtodactylus quadrivirgatus nu are subspecii cunoscute.